# Francouzská opera

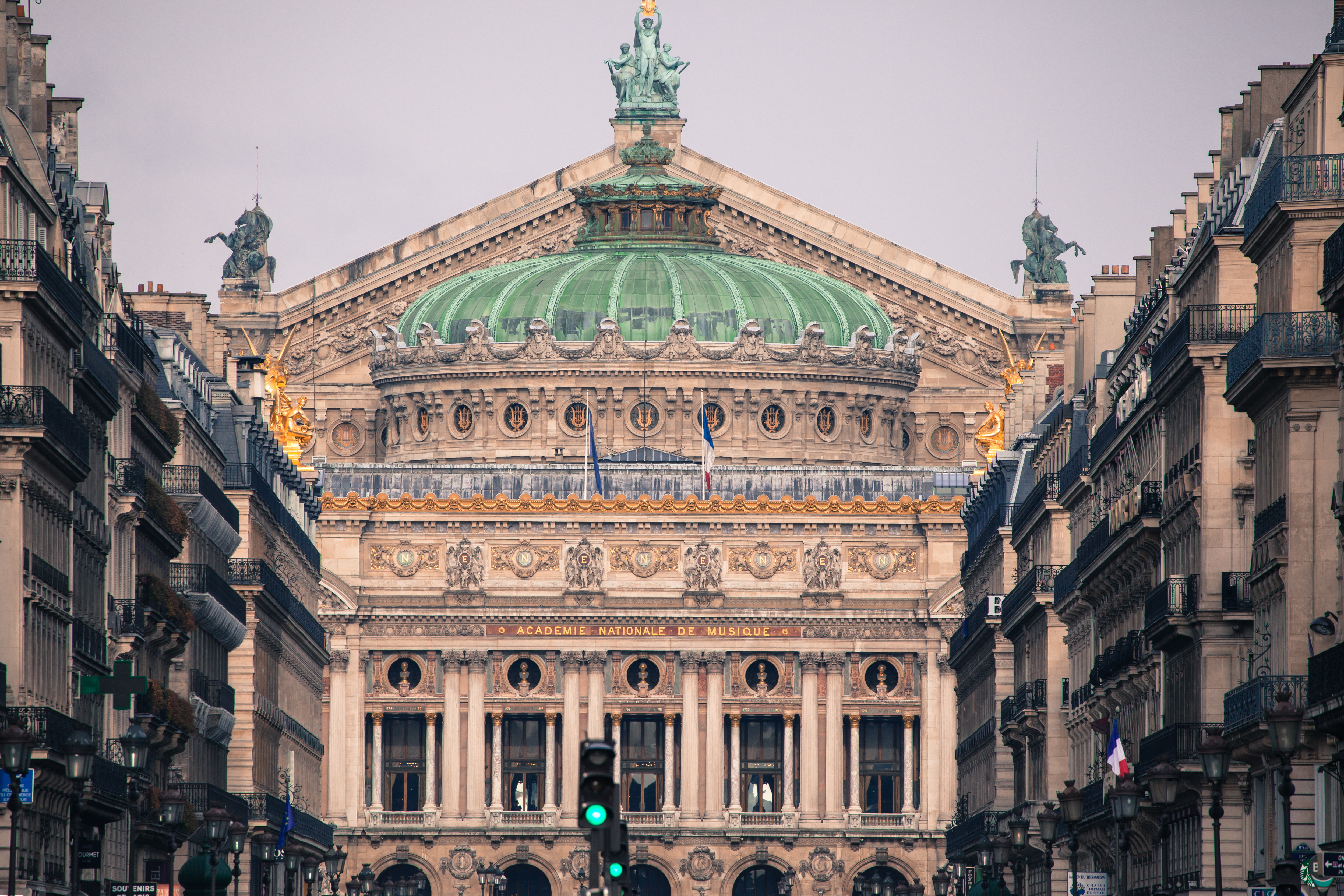
Palais Garnier, jedna ze dvou budov, které využívá Národní pařížská opera

Francouzská opera jako specifický operní fenomén představuje jednu z největších evropských operních tradic. Zahrnuje díla francouzských skladatelů Lullyho, Rameaua, Charpentiera, Berlioze, Bizeta, Debussyho, Gounoda, Masseneta, Poulenca, Messiaena a jiných. Svou roli v historii francouzské opery hráli také někteří původně zahraniční skladatelé, zejména Gluck, Salieri, Cherubini, Rossini, Meyerbeer, Offenbach a v neposlední řadě Giuseppe Verdi.
Francouzská opera začala psát svou historii na dvoře krále Ludvíka XIV., když Jean-Baptiste Lully uvedl v roce 1673 svou první operu Cadmus et Hermione (Kadmos a Harmonie). Jednalo se o první významnou francouzskou operu. Ačkoli zde již dříve bylo několik pokusů o její vytvoření; nejvýznamnější z nich byla nejspíše Pomone (Pomona), první opera s libretem ve francouzštině, od Roberta Camberta. Lully a jeho libretista Philippe Quinault vytvořili tzv. tragédie lyrique neboli tragédie en musique, formu francouzské opery, v níž jsou vedle árií významně zastoupená také taneční čísla a sborový zpěv.
Lullyho nejvýznamnějším nástupcem byl Jean-Philippe Rameau. Po Rameauově smrti vytvořil německý skladatel Christoph Willibald Gluck pro pařížskou scénu v 70. letech 18. století celkem šest oper. V jeho tvorbě je vidět vliv Rameaua, ale celkově je dílo spíše zjednodušené, se zaměřením na drama. Ve stejné době, tedy ve druhé polovině 18. století, získávala ve Francii na popularitě tzv. opéra comique, v níž jsou árie střídány mluvenými dialogy.
Ve 20. letech 19. století ve Francii vznikla grand opéra. Jedním z jejích předních tvůrců byl Gioacchino Rossini se svou operou Guillaume Tell (Vilém Tell). Nejvýznamnějším skladatelem grand opéry byl ovšem Giacomo Meyerbeer. Odlehčená opéra comique zažívala v této době úspěch v dílech Françoise-Adriena Boieldieua či Daniela Aubera. Jen obtížně se v tomto prostředí prosazoval Hector Berlioz. Například jeho opera Les Troyens (Trójané), která představovala kulminaci Gluckovy tradice, byla poprvé plně předvedena až sto let po svém napsání.
Operetě, novému žánru, který se objevil ve druhé polovině 19. století, dominoval Jacques Offenbach se svými humornými a cynickými díly jako Orphée aux enfers (Orfeus v podsvětí).  Charles Gounod zažil obrovský úspěch se svou operou Faust. Georges Bizet složil slavnou Carmen, která se však v době prvního uvedení nesetkala s úspěchem. Richard Wagner se stal pro francouzskou operu výzvou, na niž reagoval mimo jiné Claude Debussy se svým dílem Pelléas et Mélisande (Pelleas a Melisanda). Dalšími významnými skladateli ve 20. století byli Maurice Ravel, Francis Poulenc a Olivier Messiaen.

## Historie
Francouzská opera začala psát svou historii na dvoře krále Ludvíka XIV., když Florenťan Jean-Baptiste Lully (původním jménem Giovanni Battista Lulli) uvedl v roce 1673 svou první operu Cadmus et Hermione (Kadmos a Harmonia). Jednalo se o vůbec první francouzskou operu, přestože zde již dříve bylo několik pokusů o její vytvoření; nejvýznamnější z nich byla nejspíše Pomone (Pomona), první opera s libretem ve francouzštině, od Roberta Camberta. Lully a jeho libretista Philippe Quinault vytvořili tzv. tragédie lyrique neboli tragédie en musique, formu francouzské opery, v níž jsou vedle árií významně zastoupená také taneční čísla a sborový zpěv.
Lullyho nejvýznamnějším nástupcem byl Jean-Philippe Rameau. Po Rameauově smrti vytvořil německý skladatel Christoph Willibald Gluck pro pařížskou scénu v 70. letech 18. století celkem šest oper. V jeho tvorbě je vidět vliv Rameaua, ale celkově je dílo spíše zjednodušené, se zaměřením na drama. Ve stejné době, tedy ve druhé polovině 18. století, získávala ve Francii na popularitě tzv. opéra comique, v níž jsou árie střídány mluvenými dialogy.
Ve 20. letech 19. století ve Francii vznikla grand opéra. Jedním z jejích předních tvůrců byl Gioacchino Rossini se svou operou Guillaume Tell (Vilém Tell). Nejvýznamnějším skladatelem grand opéry byl ovšem Giacomo Meyerbeer. Odlehčená opéra comique zažívala v této době úspěch v dílech Françoise-Adriena Boieldieua či Daniela Aubera. Jen obtížně se v tomto prostředí prosazoval Hector Berlioz. Například jeho opera Les Troyens (Trójané), která představovala kulminaci Gluckovy tradice, byla poprvé plně předvedena až sto let po svém napsání.
Operetě, novému žánru, který se objevil ve druhé polovině 19. století, dominoval Jacques Offenbach se svými humornými a cynickými díly jako Orphée aux enfers (Orfeus v podsvětí).  Charles Gounod zažil obrovský úspěch se svou operou Faust. Georges Bizet složil slavnou Carmen, která se však v době prvního uvedení nesetkala s úspěchem. Richard Wagner se stal pro francouzskou operu výzvou, na niž reagoval mimo jiné Claude Debussy se svým dílem Pelléas et Mélisande (Pelleas a Melisanda). Dalšími významnými skladateli ve 20. století byli Maurice Ravel, Francis Poulenc a Olivier Messiaen.

## Charakteristika a dějiny francouzské opery
První opery hrané ve Francii byly do země přivezeny z Itálie, počínaje operou La finta pazza, kterou složil Francesco Sacrati v roce 1645. Francouzské publikum však tyto italské opery přijímalo velice vlažně. Částečně to bylo z politických důvodů, protože byly silně podporovány kardinálem Julesem Mazarinem. Kardinál Mazarin byl sám původem Ital a byl značně nepopulární osobou. Byl prvním ministrem během regentství královny-matky Anny Rakouské, která vládla za svého syna Ludvíka XIV. po dobu jeho nezletilosti. Svou roli také hrály hudební a scénické prvky odlišné od francouzského stylu. Ve francouzské společnosti byl již tehdy v oblibě ballet de cour (dvorní balet), jehož příkladem je dvanáctihodinový Ballet de la Nuit (Balet noci) z roku 1653, který obsahoval zpěv, tanec a velkolepou podívanou. Když dvě italské opery (Xerse a Ercole amante od Francesca Cavalliho), hrané v letech 1660 a 1662, u publika absolutně propadly, začalo se uvažovat spíše o vlastní francouzské formě opery.
Na rozdíl od jiných národních operních tradic, zejména právě italské opery, se francouzská opera od 17. století podřídila novému, téměř svébytnému stylu. Skutečně francouzská opera, na francouzskojazyčná libreta a se zohledněním hudebních tradic země, začala psát svou historii na dvoře krále Ludvíka XIV., když Jean-Baptiste Lully uvedl v roce 1673 své první operní dílo Cadmus et Hermione (Kadmos a Harmonia). Jednalo se o první významnou francouzskou operu, přestože bylo v zemi již předtím několik snah o vlastní operní tvorbu. Z těchto raných děl stojí za zmínku nejspíše opera Pomone, což byla vůbec první opera s libretem ve francouzštině, pro kterou složil hudbu Robert Cambert. Lully a jeho libretista Philippe Quinault vytvořili tzv. tragédie lyrique, neboli původním názvem tragédie en musique, formu francouzské opery, ve které jsou vedle zpívaných árií významně zastoupena také taneční čísla (Ludvík XIV. byl nejen milovník baletu, ale sám také vynikajícím tanečníkem) a sborový zpěv.
Styl původní francouzské opery byl do značné míry zformován podle vkusu Jeana-Baptista Lullyho. Ač byl sám původem Ital, neviděl Lully na rozdíl od tehdejších italských operních skladatelů důvod k tomu, aby mužské role v jeho operách zpívali kastráti; místo nich zavedl zpěv kontratenorů (haute-contre) a pěveckou koloraturu. Pro francouzskou operu od Lullyho doby je také typický recitativ a významné místo bylo již Lullym přisuzováno baletu. Také sborový zpěv se ve francouzské opeře brzy uplatnil.
Lullyho nejdůležitějším nástupcem se stal Jean-Philippe Rameau. Po Rameauově smrti vytvořil německý skladatel Christoph Willibald Gluck v 70. letech 18. století šest oper pro scény ve Versailles a v Paříži. V jeho tvorbě je vidět vliv Rameaua, ale celkově je jeho dílo spíše zaměřeno na dramatický děj. Ve stejné době, tedy ve druhé polovině 18. století, získávala ve Francii na popularitě tzv. opéra comique, ve které jsou zpívané árie prokládány mluvenými dialogy.
Od 20. let 19. století vznikal ve Francii nový operní žánr, tzv. grand opéra. Jedním z jejích předních tvůrců byl ovšem italský skladatel Gioacchino Rossini se svou operou Guillaume Tell (Vilém Tell). Nejvlivnějším skladatelem grand opéry byl ovšem Giacomo Meyerbeer se svým velkým dílem Robert le diable (Robert ďábel). Odlehčená opéra comique zažívala v té době úspěchy díly Françoise-Adriena Boieldieua či Daniela Aubera. V tomto prostředí musel pak Hector Berlioz těžce bojovat o pozornost divadelních ředitelů i obecenstva. Jeho opera Les Troyens, která je kulminací Gluckovy tradice, získala prostor pro své plné předvedení až sto let poté, co byla složena.
Do operního dění ve Francii zasáhl v roce 1855 výrazným způsobem Giuseppe Verdi svou pětiaktovou operou Les Vêpres siciliennes (Sicilské nešpory), která tematizuje povstání na Sicílii v roce 1282. Původní francouzské libreto k ní napsali Eugène Scribe a Charles Duveyrier. Byla poprvé uvedena 13. června toho roku v Pařížské opeře (tehdy Théatre Impérial de l’Opéra) v rámci Světové výstavy. Neobyčejnou událostí se pak stalo uvedení Verdiho velkolepého díla Don Carlos v roce 1867. Tuto operu složil Verdi rovněž na francouzské libreto, které napsali Joseph Méry a Camille du Locle podle dramatu Friedricha Schillera. V této verzi byla opera také pětiaktová a obsahovala tzv. fontainebleauské dějství. Později ji Verdi přepracoval na italské znění, přičemž ono první, fontainebleauské dějství, vypustil. Verdiho Don Carlos je stěžejním dílem operní literatury a je hrán v obou svých jazykových verzích.
V druhé polovině 19. století dominoval Jacques Offenbach novému populárnímu žánru operety se svými vtipnými, satiristickými až cynickými díly. Nejlepším příkladem této Offenbachovy tvorby je sžíravá fraška na mytické téma Orphée aux enfers (Orfeus v podsvětí). Offenbach však na konci svého života složil také velkou a muzikálně náročnou operu Les Contes d'Hoffmann (Hoffmannovy povídky, 1881), která v současné době patří mezi nejhranější díla na světových operních scénách. Zde Offenbach prokázal své kvality jako operní komponista s velkým smyslem pro muzikální ztvárnění dramaticko-fantastického děje.
Charles Gounod, mistr francouzského operního koloritu, zažil velký úspěch se svou operou Faust na téma básnického díla Johanna Wolfganga von Goethe. Krátce poté složil Georges Bizet svou v současnosti po celém světě neobyčejně populární operu Carmen (s dějem odehrávajícím se ve Španělsku), která však v době svého prvního provedení téměř propadla. Nejúspěšnějším skladatelem této éry byl Jules Massenet, mimo jiné se svými operami Manon (1884) a Werther (1892).
Nový směr operní tvorby spojený s pronikavým vlivem Richarda Wagnera se stal velkou výzvou pro další vývoj francouzské opery, na kterou reagoval mimo jiné Claude Debussy se svým dílem Pelléas et Mélisande (Pelleas a Melisanda). Ve 20. století se jako významní skladatelé francouzské opery projevili Maurice Ravel, Francis Poulenc a Olivier Messiaen.

## Významná období a skladatelé

### 17. a 18. století

#### Jean-Baptiste Lully

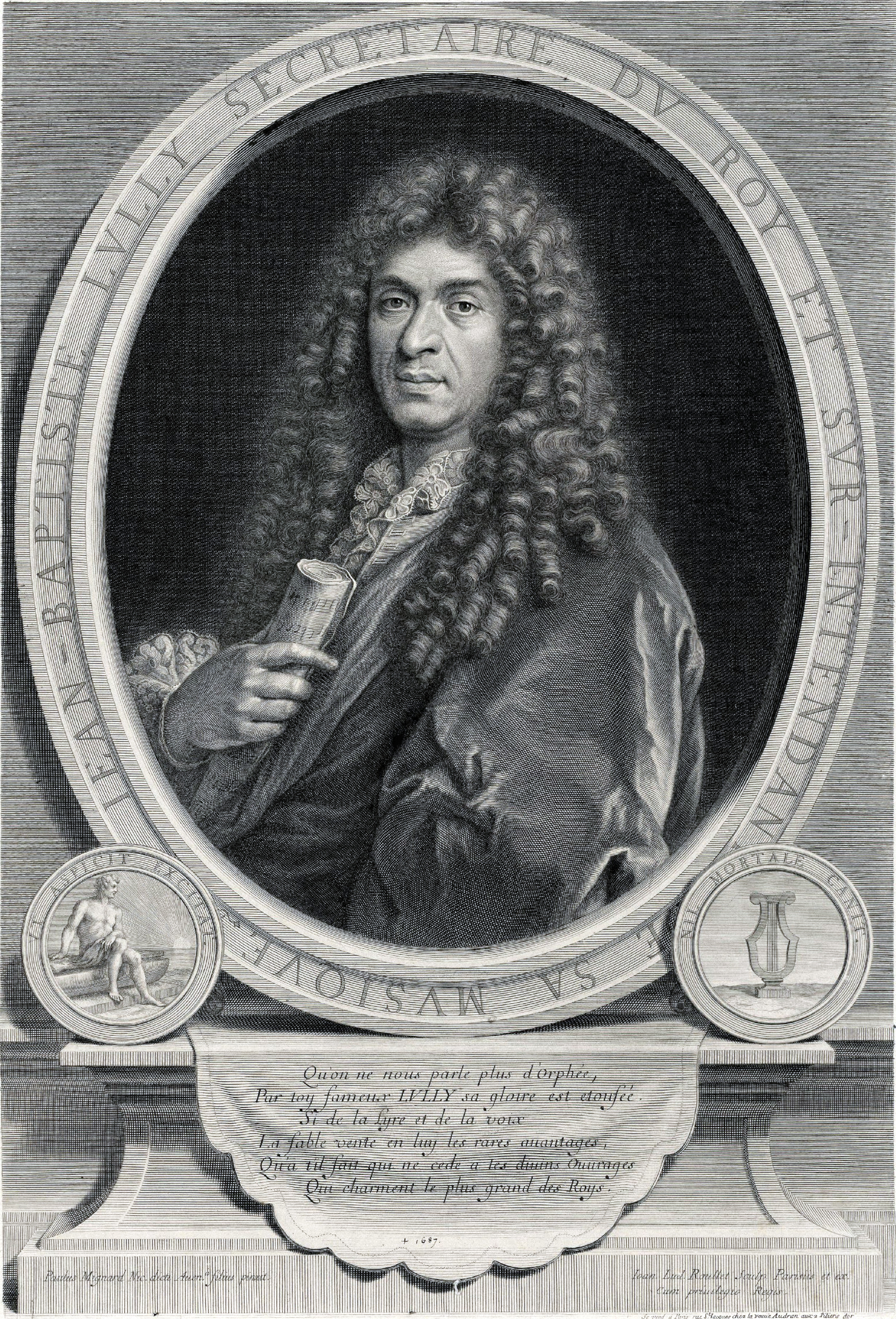
Jean-Baptiste Lully, původem Ital, zakladatel tradice francouzské opery

Jean-Baptiste Lully, původem Ital, vstoupil v roce 1650 do služeb krále Ludvíka XIV. jako hudebník, od roku 1653 pak (díky své roli v Baletu noci) také jako tanečník. Lully se stal prvním skladatelem skutečně francouzské opery a udal směr, kterým se hudba, a to nejen operní, ve Francii nadále ubírala. V roce 1653 byl Lully jmenován dvorním skladatelem a vymohl si u krále privilegium udržovat vlastní orchestr složený ze 16 houslí, pod názvem Les 16 violons (též Les petits violons).
V roce 1669 založil Pierre Perrin ve spolupráci s Robertem Cambertem operní dům nazvaný Académie royale de musique, zkráceně též „Académie d'opéra“. Tato akademie byla předchůdkyní dnešní instituce Opéra national de Paris. Perrin dostal výhradní právo na uvádění oper. Jak Perrinova a Cambertova společná opera Pomone, k níž sepsal Perrin libreto, která se objevila na scéně 3. března 1671, tak jejich další počin Les peines et plaisirs de l'amour sice zaznamenaly značný úspěch, avšak již následujícího roku Ludvík XIV. schválil převedení privilegia pro uvádění oper na Jeana-Baptista Lullyho, díky čemuž se Lully stal prakticky neomezeným operním monarchou.
Florenťan Lully se v roce 1661 stal učitelem baletního tance v Académie française a také získal francouzské občanství (později i šlechtický titul). Lully měl bezpečný instinkt k rozpoznání toho, co si přesně žádali král a francouzská veřejnost. Komponoval hudbu pro extravagantní dvorní zábavy, tzv. divertissement, pro divadlo a také pro dvorní balet. Své kompozice vkládal do her Molièra (vlastním jménem Jean-Baptiste Poquelin), se kterým úzce spolupracoval. Vznětlivý Lully se však postupem času dostal natolik do sporů s Molièrem, že vzájemně přerušili veškeré styky a skladatel si proto musel nalézt nového spolupracovníka. Tím se stal libretista Philippe Quinault, se kterým Lully vytvořil většinu svých oper, včetně Cadmus et Hermione, první francouzsky zpívané opery a první tzv. tragédie lyrique, která byla uvedena 27. dubna 1673 v Paříži.
Jak již název napovídá, tragédie lyrique je lyrická tragédie, většinou založená na klasické římské mytologii nebo na příbězích od Torquata Tassa či Ludovica Ariosta. Na rozdíl od předloh mají však jejich libreta většinou dobrý konec. Klasickým vzorcem se stalo pět dějství plus alegorický prolog, v případě Lullyho oper oslavující ušlechtilé vlastnosti krále Ludvíka XIV. či jeho statečnost ve válce. Každý z pěti aktů obvykle dodržuje základní schéma. Začíná árií, v níž jedna z hlavních postav vyjadřuje své pocity, poté následuje dialog, ve kterém se recitativ střídá s krátkými áriemi (petits airs) a posléze dochází k hlavní zápletce. Každý akt tradičně končí tzv. divertissement, při kterém zpívá sbor a na jevišti se odehrává baletní vystoupení. Při provedení opery bylo příležitostně měněno pořadí jednotlivých výstupů, většinou kvůli tomu, aby mohl příběh lépe vyniknout.
Lully nešetřil náklady na scénickou výpravu. V případě jeho nejnákladnější opery Isis stála tato výprava 46 265 livrů z celkových nákladů ve výši 151 780 livrů a 60 sous, což byla téměř třetina. Výpravu a částečnou režii této opery dostal na starost Carlo Vigarani, italský scénograf a vynálezce divadelních strojů. Později pracoval pro Lullyho také Jean Bérain. Choreografii věnoval Lully velkou pozornost. U většiny svých děl nechával zpracovat choreografii od Pierra Beauchampse.

#### Od Lullyho kRameauovi

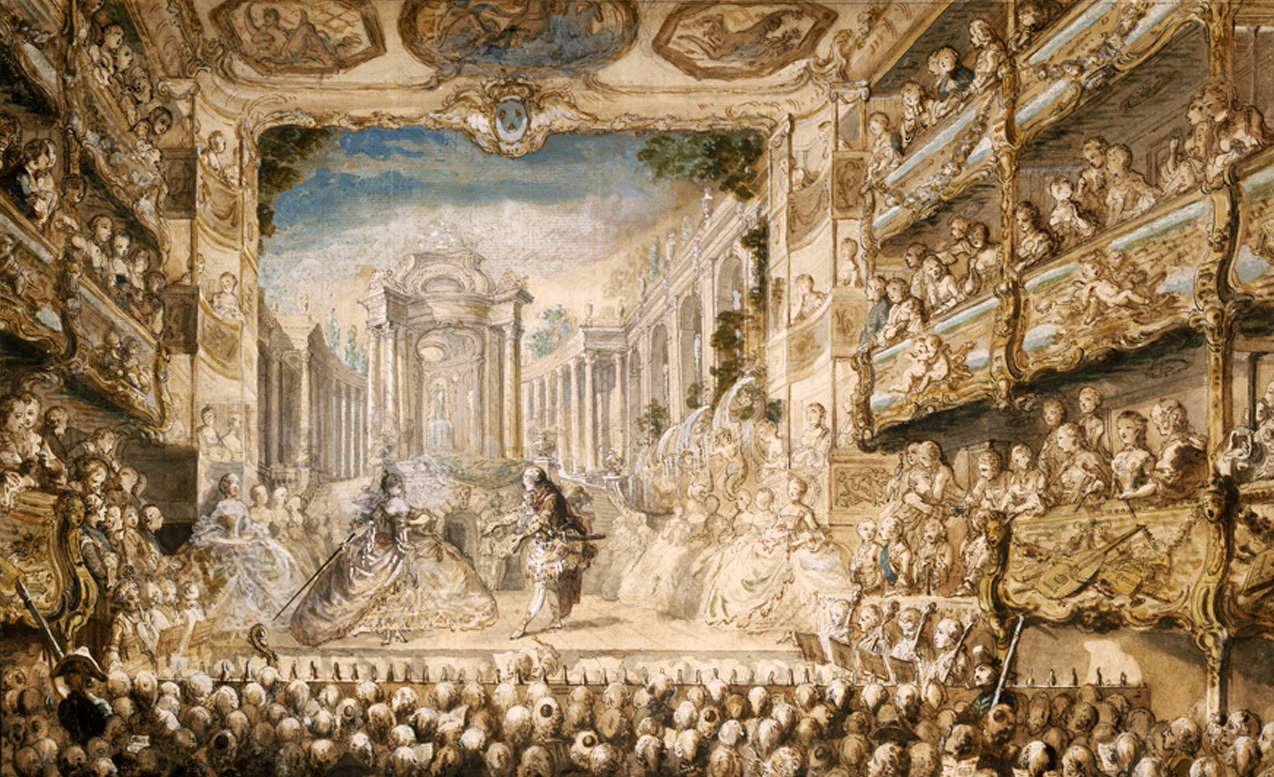
Představení Lullyho Armidy (1761) v divadle Palais-Royal

Francouzská opera se tedy stala samostatným operním žánrem. Ačkoli byla tragédie lyrique bezesporu ovlivněna italskou operou, výrazně se liší od tehdy převládající italské opera seria. Francouzské publikum nemělo v oblibě zpěv kastrátů, kteří byli široce oblíbeni ve zbytku Evropy, nýbrž preferovalo mužské hrdiny zpívající obzvláště vysokým tenorem, tzv. kontratenorem (haute-contre). Oblíbený byl také dramatický „Lullyho“ recitativ, zatímco v Itálii byl recitativ redukován do prosté formy známé jako „secco“ (suchý), a byl doprovázen pouze continuem. Také sbory a tanec hrály v tehdejší francouzské opeře větší roli než v soudobé italské tvorbě. Intelektuální spory o přednostech francouzské a italské hudby dominovaly kritice po celé následující století. Teprve Christoph Willibald Gluck vytvořil po svém příjezdu do Paříže syntézu těchto dvou tradic (směrů).
Až po Lullyho smrti (22. března 1687) vystoupili z jeho stínu jiní autoři a jejich díla. Lully měl během svého života téměř monopol na hudební produkci, a to díky svému blízkému vztahu s králem Ludvíkem XIV. Dalším významným skladatelem této doby byl Marc-Antoine Charpentier, který již během Lullyho života působil na královském dvoře. Charpentier byl dvorním skladatelem králova syna Ludvíka, velkého Dauphina, a vytvořil pro něj operu Les Plaisirs de Versailles (Potěšení z Versailles), 1682). V roce 1693 se stal známým se svou tragédie lyrique Médée (Médea), která byla operním průvodcem Viking Opera Guide označena jako „pravděpodobně nejlepší opera 17. století“, avšak v době svého uvedení vzbudila rozporuplné reakce. Lullyho příznivci Charpentierovi vyčítali, že ve své opeře využil italských prvků, zejména bohatou a disonantní harmonii, již se naučil v Římě u svého učitele Giacoma Carissimiho.
Klasická tragédie lyrique však s Lullyho smrtí nezanikla, ostatní skladatelé ji dále tvořili. Mezi nejvýznamnější patří Marin Marais (opera Alcyone z roku 1703), André Campra (opery Tancrède, 1702 a Idoménée, 1712). Campra také vynalezl nový, lehčí žánr, opéra-ballet (česky opera-balet). Jak již název napovídá, byl v něm zastoupen tanec ještě ve větší míře, než v tragédie lyrique. Také témata těchto oper nebyla obecně tak vznešená, zápletky nepocházely nutně z antické mytologie a možné bylo i zapojení komických prvků, které Lully ve svých tragédies lyriques přestal po opeře  Thésée (Théseus) z roku 1675 používat. Klasický opera-balet obsahoval prolog a několik dějství – nazývaných také jako „entrées“, tj. vstupy –, často volně uskupených kolem jednoho tématu, takže každé dějství mohlo být hráno samostatně jako tzv. „acte de ballet“. Dobrým příkladem žánru je Camprovo první dílo mající tuto formu, L'Europe galante (Zamilovaná Evropa, 1697): každé ze čtyř dějství se odehrává v jiné evropské zemi (Francie, Španělsko, Itálie a Turecko) a vyskytují se postavy z prostých měšťanských vrstev.
Dalším oblíbeným operním žánrem této doby byla pastorale héroïque, což je typ ballet héroïque, který je druhem opera-baletu. Hlavním představitelem, který tento žánr uvedl, byl sám Lully ve svém díle Acis et Galatée. Díla tohoto druhu mají většinou tři nebo čtyři dějství, s pastorálním tématem, v němž se vyskytují komické i tragické prvky a vystupují v něm pastýři a pastýřky spolu s postavami antické mytologie. Je zde také alegorický prolog.
V této době se objevují rovněž první pokusy o čistě komickou operu, například Les amours de Ragonde (1714) od Jeana-Josepha Moureta.

#### Jean-Philippe Rameau

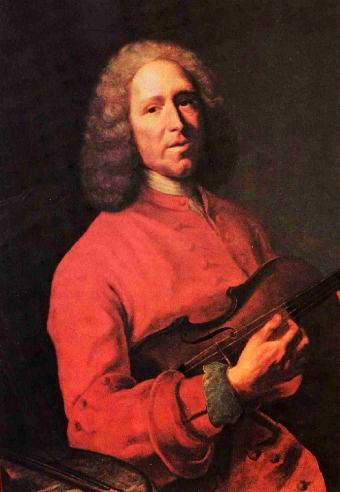
Jean-Philippe Rameau, nejvýznamnější francouzský hudební skladatel 18. století

Jean-Philippe Rameau byl nejdůležitějším nástupcem Lullyho, a také nejvýznamnějším francouzským hudebním skladatelem 18. století. Byl však i kontroverzní osobností a býval napadán jak tou částí publika, která hájila „francouzský“, tj. Lullyho styl, tak zastánci italské hudby. Jeho přínosem do světa opery bylo zavedení přizpůsobivosti, dramatičnosti a výraznosti, na což později navázal svým dílem Gluck. Dalším příjemným oživením byla pestrost jeho tanečních meziher vkládaných do oper.
Rameau byl velkým hudebním teoretikem. Teprve v době, kdy mu již bylo téměř 50 let, složil svou první operu Hippolyte et Aricie (1733), která vzbudila značný rozruch. Někteří diváci, například André Campra, byli překvapeni její neuvěřitelně bohatou nápaditostí. Jiní, zastánci Lullyho, byli zděšeni Rameauovými neobvyklými harmoniemi a disonancemi a stavěli se k dílu odmítavě. Slovní válka mezi „lullisty“ a „ramisty“ (příznivci Rameaua) trvala po zbytek desetiletí.
Rameau se příliš nepokoušel o vytvoření nových žánrů; místo toho inovoval stávající formy zevnitř, s využitím svého vysoce originálního hudebního jazyka. Nakonec se stal velice plodným skladatelem; napsal pět tragédies en musique, šest opera-baletů, velké množství pastorales héroïques a actes de ballet a také dvě komické opery: Les Indes galantes (Dvorní Indové), 1735, přepracována v roce 1736 a Platée, 1745. Svá díla Rameau často přepracovával, mnohdy natolik, že se výsledné znění diametrálně lišilo od původního.
V roce 1745 se Rameau stal dvorním skladatelem krále Ludvíka XV., nicméně již v roce 1750 vypukl nový spor zvaný „querelle des bouffons“ (hádka klaunů), ve kterém podporovatelé italské opery, jako například filosof Jean-Jacques Rousseau, obvinili Rameaua, že je staromódní, režimu poplatnou postavou. „Anti-nacionalisté“ (jak byli někdy nazýváni) jeho styl zavrhovali, protože byl podle nich příliš preciózní a odtažitý bez citového výrazu, na rozdíl od „jednoduchosti a přirozenosti“, kterou shledávali v italské komické opeře (opera buffa), například v Pergolesiho opeře La serva padrona (Služka paní). Jejich argumenty silně ovlivnily vývoj francouzské opery ve 2. polovině 18. století, zejména pokud jde o vzestup žánru zvaného opéra comique.
Po Rameauově smrti bylo jeho lyrické dílo zapomenuto a ignorováno plných 140 let. V současnosti je Rameau ctěn jako jeden z největších francouzských skladatelů. Pařížská Schola Cantorum uvedla v roce 1903 v režii Charlese Bordese jeho operu La guirlande. To byl výchozí bod k postupnému znovuobjevení Rameauova díla, které zařazují do svého repertoáru současné přední soubory barokní hudby.

#### Opéra comique
Opéra comique (doslova „komická opera“) se začala vyvíjet v divadlech, během každoročních pařížských veletrhů. Do představení začala být zařazována hudební čísla zvaná „vaudevilles“, při kterých se zpívaly známé melodie s novými slovy. V roce 1715 byla dvě divadla působící na tržištích spojena do jedné instituce zvané Théâtre national de l'Opéra-Comique (Divadlo komické opery). Navzdory odporu konkurenčních divadel (Académie de l'Opéra, Comédie-Française) nová instituce vzkvétala. Postupně pro ni začali skladatelé tvořit původní kompozice namísto převzatých melodií. Nový operní žánr byl nazván „opéra comique“ podle tohoto divadla. Stal se ekvivalentem k německému singspielu, ve kterém vynikl některými svými díly Wolfgang Amadeus Mozart. Opéra comique obsahuje jak zpívané árie, tak mluvené dialogy. Komický děj zprvu převažoval, ve druhé polovině 18. století však již nebyl nutným rysem díla a významu nabývala sentimentální složka.
Význačným zlomem v historii komické opery se stala tzv. „querelle des bouffons“ (1752–1754). Vůdčí zastánce italské hudby ve Francii, osvícenecký filosof Jean-Jacques Rousseau, vytvořil v roce 1752 krátkou operu Le Devin du village (Vesnický věštec) jako pokus uvést do Francie svou představu hudby, která je jednoduchá a přirozená. I když Rousseauova opera nemá mluvený dialog, stala se ideálním vzorem pro skladatele komické opery. Mezi ně patřili například Egidio Duni se svým dílem Le peintre amoureux de son modèle (Malíř zamilovaný do svého modelu, 1757), François-André Danican Philidor (opera Tom Jones podle literární předlohy Henryho Fieldinga, 1765) či Pierre-Alexandre Monsigny (Le déserteur neboli Zběh, 1769). Hlavní postavy těchto oper nebyli antičtí hrdinové jako bylo doposud zvykem, nýbrž pocházely z prostředí obyčejného lidu tehdejší doby.
Nejvýznamnějším a nejoblíbenějším skladatelem klasicistní opéry comique však byl André Ernest Modeste Grétry, všestranný skladatel, jehož díla rozšířila tematický záběr žánru od orientálních pohádek (například Zémire et Azor, 1772) přes hudební satiru (Le jugement de Midas neboli Midasův soud, 1778) až po domáckou frašku (L'amant jaloux neboli Žárlivý milenec, také z roku 1778). Jeho nejslavnějším dílem však je opera Richard Cœur-de-lion (Richard Lví srdce) z roku 1784. Ve svých operách přizpůsobil Grétry italskou zpěvnost k intonaci francouzštiny.

#### Christoph Willibald Gluck vPaříži

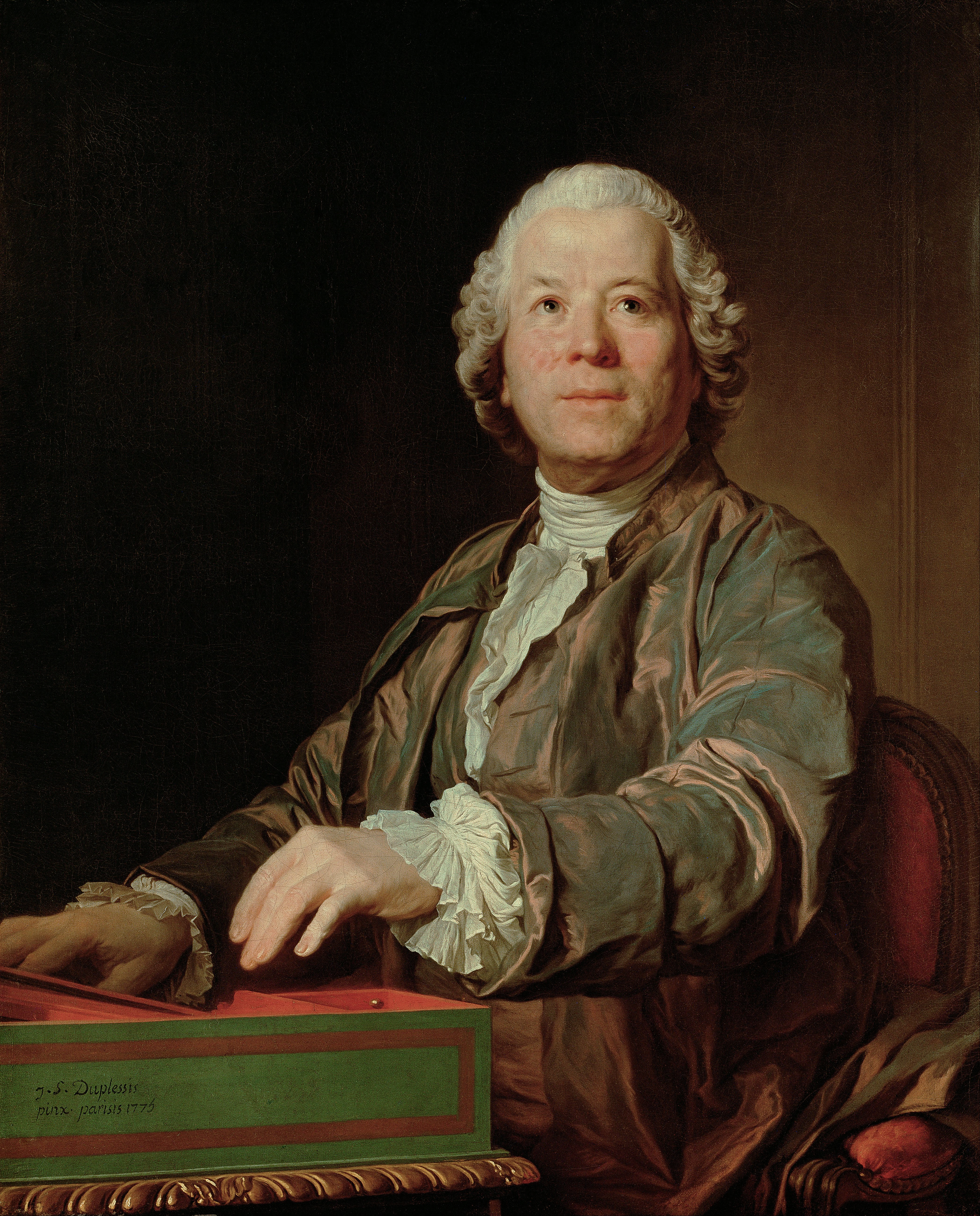
Portrét Christopha Willibalda Glucka od Josepha Duplesise, (Kunsthistorisches Museum, Vídeň)

Zatímco se v 60. letech 18. století komické opeře dařilo, vážná francouzská opera procházela úpadkem. Rameau zemřel v roce 1764 a jeho poslední velká tragédie lyrique Les Boréades se na jeviště nedostala, provedena byla pouze koncertně v roce 1770. Zdálo se, že žádný tehdejší francouzský skladatel není schopen navázat na Rameauovu tvorbu (obdobně, jako on navázal na Lullyho). Jediným řešením se zdálo být pozvání významného skladatele ze zahraničí. Volba padla na Christopha Willibalda Glucka, který byl již tehdy proslulý pro svou reformu italské opery. Nahradil v tuto dobu již obstarožní žánr opera seria mnohem dramatičtějším a přímějším stylem hudebního divadla, tzv. azione teatrale per musica. Prvním jeho dílem tohoto druhu byla opera Orfeo ed Euridice (Orfeus a Eurydika) z roku 1762. Gluck obdivoval francouzskou operu a čerpal poučení z Rameaua i Rousseaua.
V roce 1765 publikoval Friedrich Melchior, baron von Grimm vlivný článek „Poème lyrique“ o písňových textech a operních libretech, určený pro Encyklopedii aneb Racionální slovník věd, umění a řemesel. Pod patronátem své žačky, bývalé rakouské arcivévodkyně a nynější francouzské královny Marie Antoinetty, v roce 1770 provdané za budoucího francouzského krále Ludvíka XVI., podepsal Gluck smlouvu na složení šesti oper s vedením Pařížské opery. První operou z této série byla Iphigénie en Aulide (Ifigenie v Aulidě, 1774). Opera však vyvolala obrovskou kontroverzi, největší od dob „querelle des bouffons“. Gluckovi oponenti přivezli do Paříže italského skladatele Niccolò Piccinniho, aby ukázali nadřazenost neapolské operní školy, a celé město se zabývalo tímto sporem mezi „gluckisty“ a „piccinisty“.
Dne 2. srpna 1774 byla hrána francouzská verze Orfea a Eurydiky, přičemž titulní role byla z kastrátové polohy transponována pro haute-contre zpěváka, protože francouzské publikum od dob Lullyho preferovalo vysoké tenorové hlasy před zpěvem kastrátů. Obecenstvo tentokrát přijalo Gluckovo dílo mnohem lépe. Gluck poté připravil revidovanou francouzskou verzi své opery Alceste a také složil nové opery Armide (Armida, 1777), Ifigénie en Tauride (Ifigenie na Tauridě, 1779) a Echo et Narcisse (Echo a Narcis, 1779), které měly premiéry přímo v Paříži. Po neúspěchu poslední jmenované opery opustil Gluck Paříž a přestal komponovat, nicméně zanechal velký vliv na francouzskou hudbu. Několik dalších zahraničních skladatelů následovalo jeho příkladu a také přijelo do Paříže psát opery. Byli to například Antonio Salieri (Les Danaïdes, Danajky, 1784), Antonio Sacchini (Œdipe à Colone, Oidipus na Kolónu, 1786) a také Johann Christian Bach (Amadis de Gaule, Amadis Galský, 1778).

### Od Francouzské revoluce kRossinimu

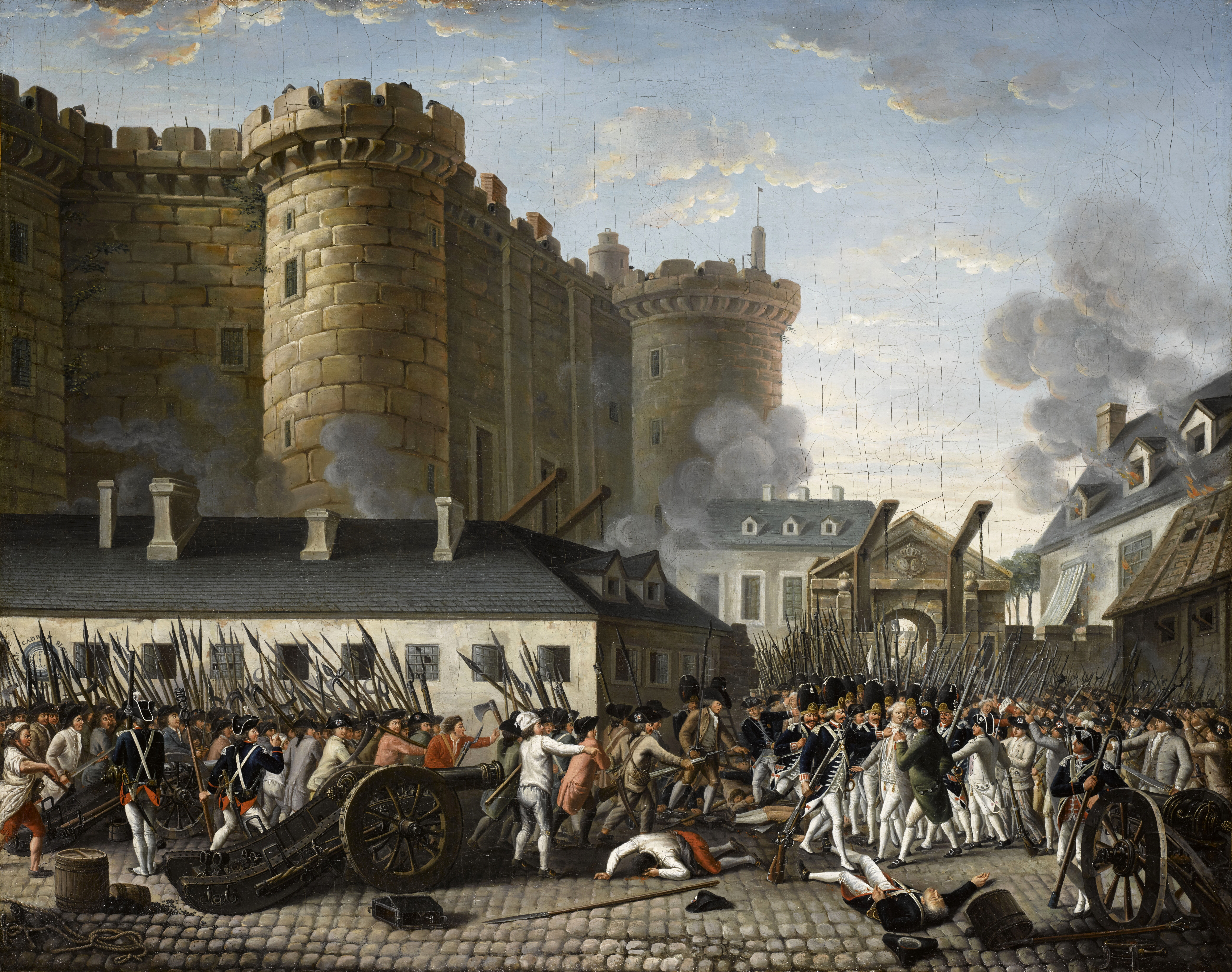
Pád Bastily, 14. července 1789

Velká francouzská revoluce v roce 1789 znamenala epochální kulturní a historický předěl. Lullyho a Rameauova díla i tradice, již založili, náhle zmizely a znovuobjevovány byly až během 20. století. Gluckova škola a opéra comique přežily, nicméně tyto žánry začaly odrážet soudobé převratné události. Zavedení skladatelé, například André Ernest Modeste Grétry, či Nicolas Dalayrac, byli angažováni pro tvorbu propagandistických děl oslavujících nový režim. Příkladem je například Gossecova opera Le triomphe de la République (Triumf republiky, 1793), jež oslavovala významné vítězství republikánských vojsk v bitvě u Valmy. Objevila se nová generace skladatelů, kterou vedli Étienne Méhul a Ital Luigi Cherubini, kteří uplatnili Gluckovy zásady na žánr opéra comique, čímž mu dodali novou dramatickou vážnost a hudební propracovanost. Díky bouřlivé vášni svých oper (jako Stratonice či Ariodant) je Méhul často označován za prvního skladatele hudebního romantismu. I Cherubiniho dílo reflektuje dobu, zejména v podobě tzv. opéra à sauvetage (osvobozenecké opery), jakou je jeho opera Lodoïska z roku 1791, která se odehrává se v zanikajícím Polsku a v níž je uvězněná hrdinka osvobozena a její utlačovatel svržen. Cherubiniho mistrovským dílem je Médée (Médéa, 1797), jejíž krutý námět až příliš věrně upomínal na nedávné revoluční krveprolití ve Francii; i proto byla úspěšnější v zahraničí. Jeho odlehčenější dílo Les deux journées („Dva dny“, pro české provedení byl zvolen název Vodař) reflektovalo novou atmosféru smíření, která ve Francii v roce vzniku opery (1800) zavládla.

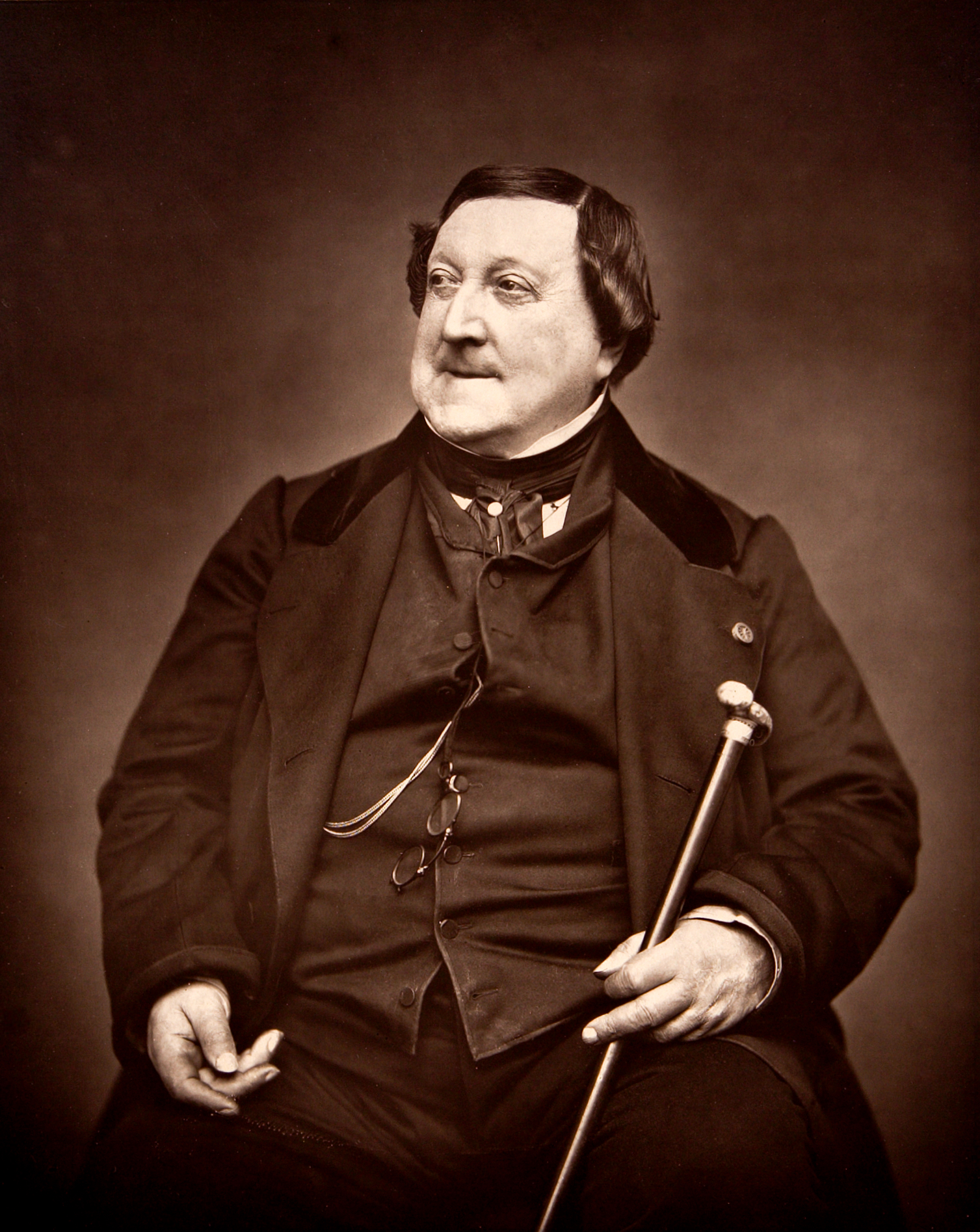
Gioacchino Rossini, fotografie od Étienna Carjata (1865)

Během 90. let 18. století zaznamenal počet divadel velký nárůst, když se však dostal k moci Napoleon Bonaparte, zredukoval počet pařížských operních divadel na tři. Zůstaly tedy Opéra (Pařížská opera) pro vážná představení s recitativy a bez dialogů; Opéra-Comique pro díla s mluvenými dialogy ve francouzštině; a Théâtre-Italien pro italské opery. Všechna tři divadla hrála vůdčí roli i v následujícím půlstoletí. V divadle Opéra představil Gaspare Spontini svá dvě díla rozvíjející gluckovskou tradici vážných oper, La vestale (Vestálka) 1807) a Fernand Cortez (1809). Větší přízni francouzského obecenstva se však těšily nové, lehčí opéras comiques od Françoise Adriena Boieldieua a Nicolase Isouarda, stejně jako Théâtre-Italien, do kterého chodili diváci na klasickou operu buffu a také na nový módní styl tzv. belcanta, zejména na tvorbu Gioacchina Rossiniho, se kterou sklízel úspěchy po celé Evropě. Rossiniho vliv začal pronikat i do francouzské opéra comique; je znatelný v Boieldieuově nejúspěšnější opeře La dame blanche (Bílá paní, 1825) stejně jako v pozdějších dílech Daniela Aubera (Fra Diavolo, 1830), Le domino noir (Černé domino, 1837), Ferdinanda Hérolda (Zampa, 1831) či Adolpha Adama (Le postillion de Lonjumeau (Postilion z Lonjumeau, 1836).
V roce 1823 se divadlu Théâtre-Italien podařil velký reklamní tah, když přimělo již slavného italského skladatele Gioacchina Rossiniho, aby přijel do Paříže a převzal místo operního ředitele. Rossini byl přivítán jako proslulá osobnost. Nejenže oživil skomírající úspěchy Théâtre-Italien, ale brzy se obrátil i na tehdejší Opéra Le Peletier, jíž dodal francouzské úpravy některých svých dřívějších italských děl. Pro tento operní dům zkomponoval v letech 1828–1829 i zcela nové dílo Guillaume Tell (Vilém Tell, 1829) na téma švýcarské legendy, zpracované již v dramatu Friedricha Schillera z roku 1804. Francouzské libreto k této opeře podle Schillerovy předlohy sepsali Étienne de Jouy a Hippolyte Bis. Dílo bylo pojato ve stylu grand opéra a bylo poprvé uvedeno 3. srpna 1829. Stalo se Rossiniho posledním jevištním dílem, protože nadměrná pracovní zátěž spojená s postojem vedení Théâtre-Italien a rozčarování z vlažné reakce publika přispěly k jeho konečnému rozhodnutí zcela přestat komponovat opery a věnovat se nadále své zálibě v rafinovaném kuchařství.

### 19. století

#### Grand opéra
Spontiniho La vestale a Cherubiniho Les Abencérages (1813) jsou předzvěstí nového žánru francouzské opery, který následně dominoval francouzské scéně po zbytek 19. století. Je to grand opéra (velká opera) jako syntéza dramatického, hudebního, pohybového a výtvarného díla, jak je vyjádřeno v pojmu Gesamtkunstwerk. Dodnes populární Vilém Tell Itala Gioacchina Rossiniho je společně s operou Daniela Aubera La Muette de Portici (Němá z Portici, 1828) považován za první grand opéru, ale historici často spojují průlom velké opery jako žánru se jménem Giacomo Meyerbeer, jehož díla jsou pro ni nejcharakterističtější. Stejně jako Gluck byl Meyerbeer původem z Německa. Studoval operní kompozici v Itálii před tím, než přicestoval do Paříže. Jeho prvním dílem pro Pařížskou operu byl Robert le diable (Robert ďábel, 1831), který se stal okamžitě senzací. Mayerbeerův Robert ďábel našel společně s jeho dalšími třemi operami (Les Huguenots, Hugenoti, 1836; Le prophète, Prorok, 1849 a L'Africaine, Afričanka, 1865) stálé místo v repertoáru operních divadel jak po celé Evropě tak i v Severní a Jižní Americe až do konce 19. století. Mayerbeerovy opery ovlivnily také mnoho dalších skladatelů. V současnosti jsou opět často uváděny.
Podle převážného úsudku hudebních kritiků se však nejvýznamnější grand opérou stal Don Carlos od italského skladatele Giuseppe Verdiho, který byl napsán přímo pro Pařížskou operu v roce 1867. Za významnou velkou operu je považováno také dílo Jacquese Fromentala Halévyho La Juive (Židovka, 1835).

#### Hector Berlioz

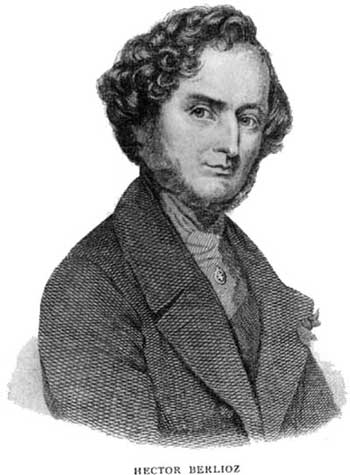
Hector Berlioz

Zatímco Meyerbeerova popularita postupně upadla, reputace jiného francouzského skladatele v několika desetiletích vzrostla. Hector Berlioz se dostal do popředí francouzské operní tvorby, a to i přes to, že jeho opery měly některé nedostatky. Berlioz byl totiž unikátní ve své tvorbě tím, že byl zároveň inovativním modernistou, ale i silným konzervativcem. Jeho chuť k tvorbě opery se začala projevovat ve 20. letech 19. století, když byla díla Christopha Willibalda Glucka, kterého Berlioz velice obdivoval, a jeho následovníků odsunuta ze středu zájmu publika ve prospěch z Itálie přicházejícího, především Rossiniho belcanta. Přestože Berlioz neochotně obdivoval některá Rossiniho díla, nesnášel italský vliv a toužil po návratu francouzské opery k dramatickému Gluckovu stylu. Byl také představitelem romantismu a hledal nové způsoby hudebního vyjádření.
Jeho první a zároveň jedinou prací pro Pařížskou operu je Benvenuto Cellini z roku 1838, která se však nesetkala s úspěchem. Diváci totiž nemohli pochopit její originalitu a hudebníci označili nezvyklý rytmus za „nehratelný“. O 20 let později začal Berlioz komponovat své mistrovské dílo Les Troyens (Trojané), které bylo vyvrcholením tradice Glucka a Spontiniho. Jak se dalo očekávat, tato opera nedostala tehdy možnost být předvedena v úplné, čtyřhodinové podobě (kompletního provedení se opera dočkala až sto let po svém prvním uvedení). Berliozova třetí (a poslední) opera Béatrice et Bénédict (1862) byla napsána pro operní divadlo v Německu, kde diváci daleko více ocenili jeho hudební inovace.

#### Druhá polovina 19. století

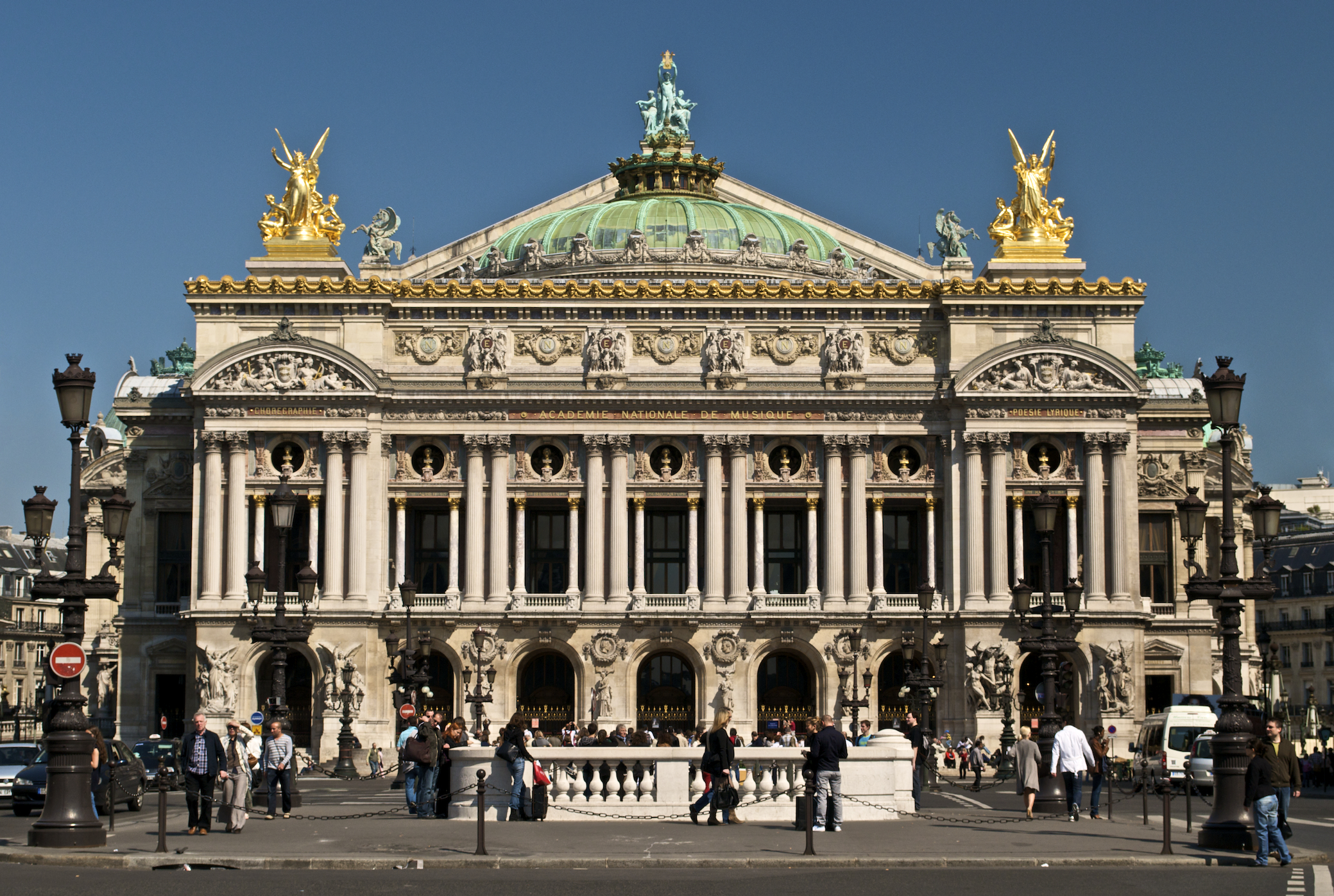
Hlavní průčelí Opery Garnier

Hector Berlioz nebyl jediný, kdo nebyl spokojen s operními divadly v Paříži. V 50. letech 19. století byla otevřena dvě nová divadla, která se pokusila rozbít monopol Opéry a Opéry-Comique na produkci hudebního dramatu v hlavním městě. Théâtre-Lyrique fungovalo v letech 1851–1870. Théâtre-Lyrique ale také uvedlo několik premiér nové generace skladatelů, v čele s Charlesem Gounodem a Georgem Bizetem. I když tito skladatelé nebyli muzikálně tak inovativní jako Berlioz, byli přístupní novým vlivům a rádi psali opery na literární témata. Gounodův Faust (1859), napsaný na základě dramatu Johanna Wolfganga von Goethe, zaznamenal obrovský celosvětový úspěch. U obecenstva úspěšná byly také Gounodovy opery Mireille (1864, napsaná podle okcitánské epiky Frédérica Mistrala) a v neposlední řadě jeho dílo Roméo et Juliette (Romeo a Julie, 1867), inspirované Shakespearovou tragédií.
George Bizet napsal pro Théâtre-Lyrique opery Les pêcheurs de perles (Lovci perel, 1863) a La jolie fille de Perth (Kráska z Perthu, 1867). Svou nejúspěšnější operu Carmen (1875) však Bizet složil pro Opéra-Comique. Carmen je dnes pravděpodobně nejslavnější ze všech francouzských oper, ve své době však byla spíše kritizována pro nekonvenční směs romantické vášně a realismu.

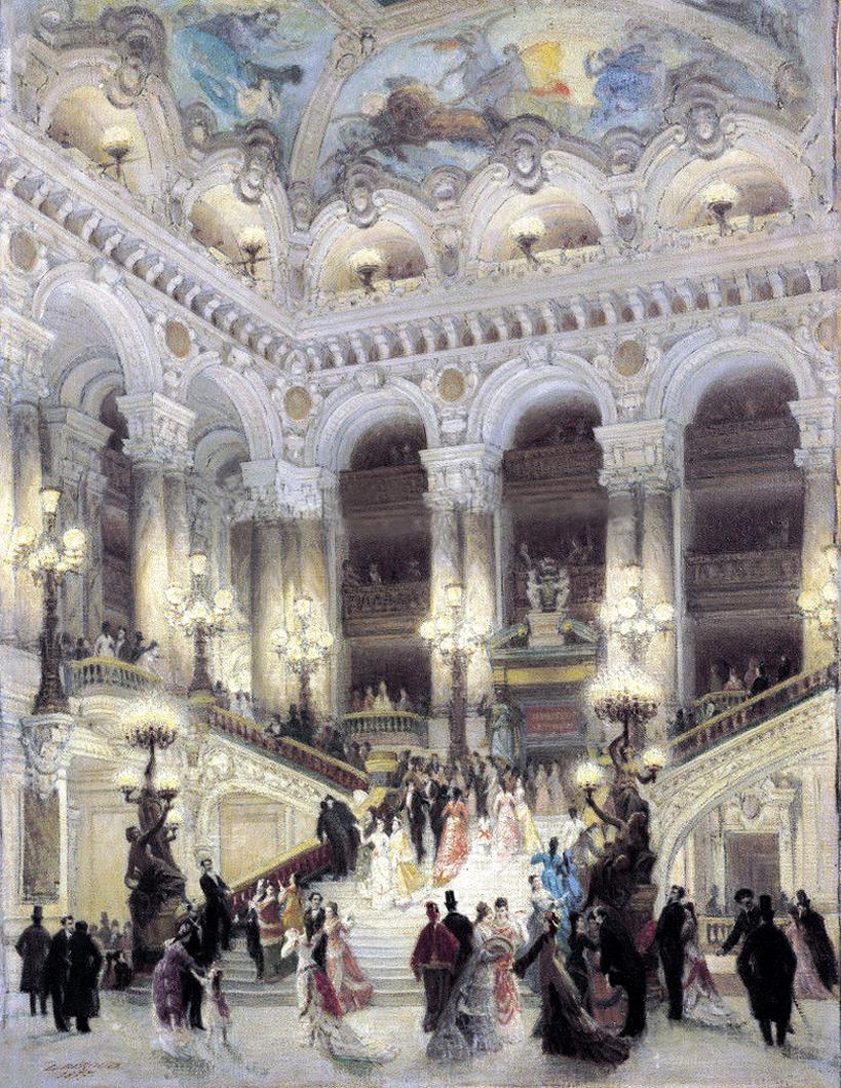
Foyer Opery Garnier, otevřené v roce 1875 (malba Charles Garnier, 1877)

Další skladatel nespokojený se stavem francouzské opery byl Jacques Offenbach, který zjistil, že soudobé tzv. komické opery již paradoxně neobsahovaly skoro žádné komediální prvky. Offenbachovo malé divadlo Bouffes-Parisiens, založené v roce 1855, hrálo jednoaktové satirické frašky, jeho vlastní Les Deux Aveugles (Dva slepci) a Hervého L'ours et le pacha (Medvěd a paša), které se dělí o nárok být prvními díly nového žánru, totiž operety. Roku 1858 se Offenbach pokusil o ambicióznější počin, tříaktovou opera buffa Orphée aux enfers (Orfeus v podsvětí). Jednalo se jak o parodii na klasické tragédie tak o satiru na dobovou společnost. „Orfeova“ neuvěřitelná popularita přiměla Offenbacha k napsání dalších obdobných operet, například La belle Hélène (Krásná Helena, 1864) a La vie parisienne (Pařížský život, 1866); ale jeho dílo korunovala opera-féerie Les Contes d'Hoffmann (Hoffmannovy povídky, uvedeny 1881).
Francouzská opera na konci 19. století vzkvétala a mnoho děl si získalo mezinárodní renomé. Mezi ně patří například lyrické opery Mignon (1866) a Hamlet (1868) od Ambroise Thomase, Samson et Dalila (Samson a Dalila, 1877) od Camilla Saint-Saënse, Lakmé (1883) od Léa Delibese a také Le roi d'Ys (Král z Ysu, 1888) od Édouarda Laloa.
Nejúspěšnějším skladatelem této éry však byl Jules Massenet, který napsal celkově 25 oper ve svém melodickém a klasicky elegantním stylu. Několik z nich mělo premiéru na Théâtre de la Monnaie v Bruselu a v Opeře Monte-Carlo. Jeho díla Manon (1884) a Werther (1892) přečkala všechny změny hudební módy a dodnes jsou velmi často hrána na významných operních scénách celého světa.

### Francouzský wagnerismus a Claude Debussy

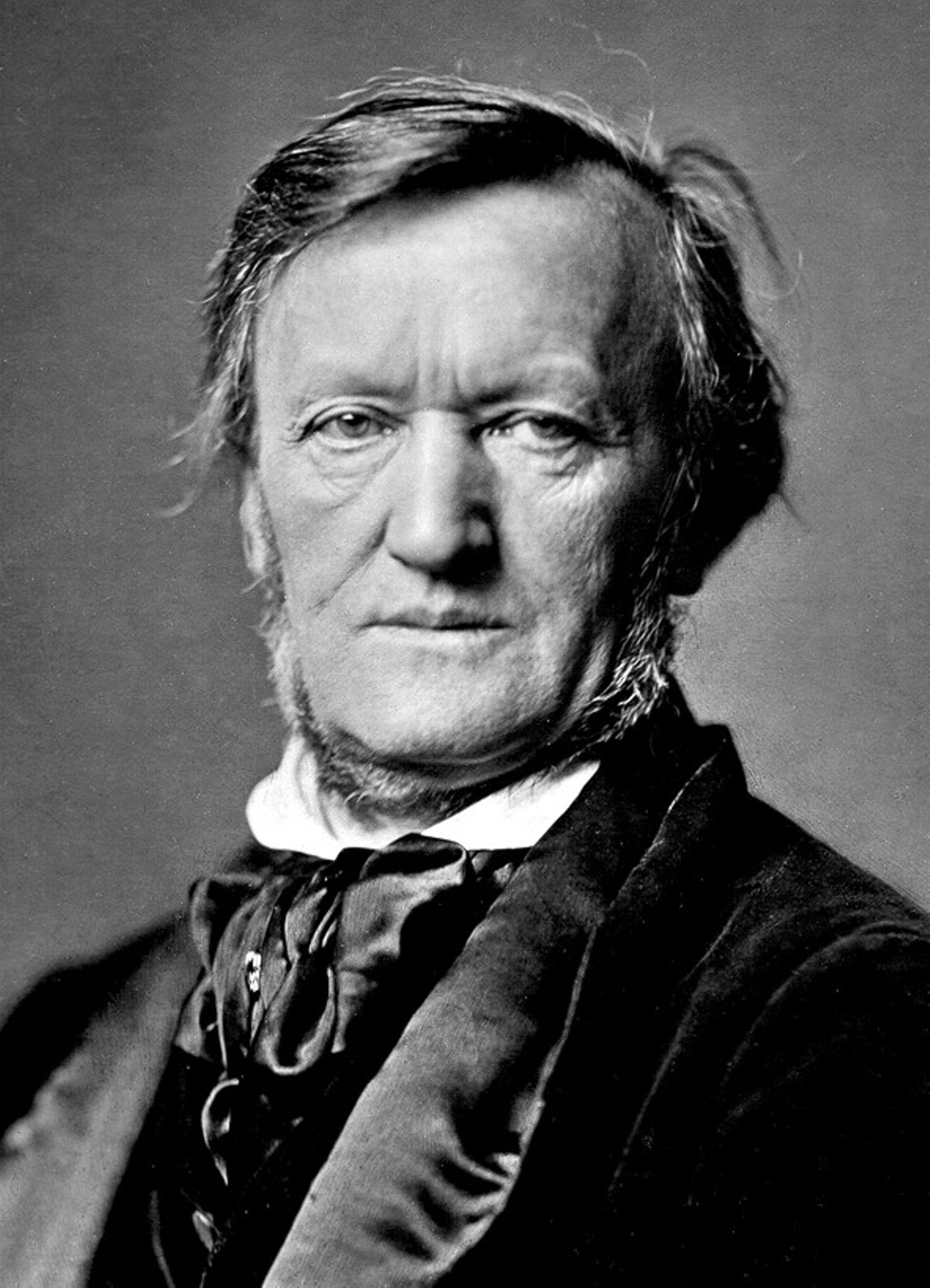
Richard Wagner v roce 1871

Konzervativní hudební kritici, kteří odsunuli stranou Berlioze, se nyní zaměřili na novou „hrozbu“ v podobě Richarda Wagnera, německého skladatele, jehož revoluční hudební dramata vzbuzovala emoce a vášnivou polemiku po celé Evropě. Když Wagner v roce 1861 představil upravenou verzi své opery Tannhäuser v Paříži, vyvolalo to množství negativních reakcí, a proto musela být opera po pouhých třech představeních stažena. Wagnerově recepci ve Francii neprospělo zejména značné zhoršení vztahů mezi Francouzskou republikou a nově vzniklým Německým císařstvím poté, co Francie byla poražena v prusko–francouzské válce let 1870–1871 a ztratila Alsasko a Lotrinsko. Odmítavé reakce ze strany francouzského publika vůči Wagnerovi měly pak často politický a téměř nacionalistický podtext. Tradicionalisté používali slovo „wagnerián“ resp. „wagnerismus“ jako nadávku na adresu všeho, co bylo v hudbě moderní. Přesto však mnozí skladatelé (například Gounod, Bizet či Massenet) začali ve svých dílech používat Wagnerovy harmonické inovace a básník Charles Baudelaire tvrdil, že Wagnerova hudba je „hudba budoucnosti“. Někteří operní skladatelé začali přebírat Wagnerovu hudební estetiku, například Emmanuel Chabrier (Gwendoline, 1886), Ernest Chausson (Le roi Arthus, Král Artuš, 1903) nebo Vincent d'Indy (Fervaal, 1886; L'Étranger, Cizinec, 1903). Jen málo z těchto děl odolalo zubu času, neboť prokazovala přílišnou odvozenost od Wagnera. Jejich skladatelé byli svým mistrem natolik uneseni, že sotva projevili vlastní individualitu. Jejich nejlepší díla jsou často ta Wagnerovi nejvzdálenější, jako Chabrierova L'Étoile (Hvězda, 1875) nebo d'Indyho pozdní La Légende de Saint Christophe (Legenda o svatém Kryštofovi, 1920).

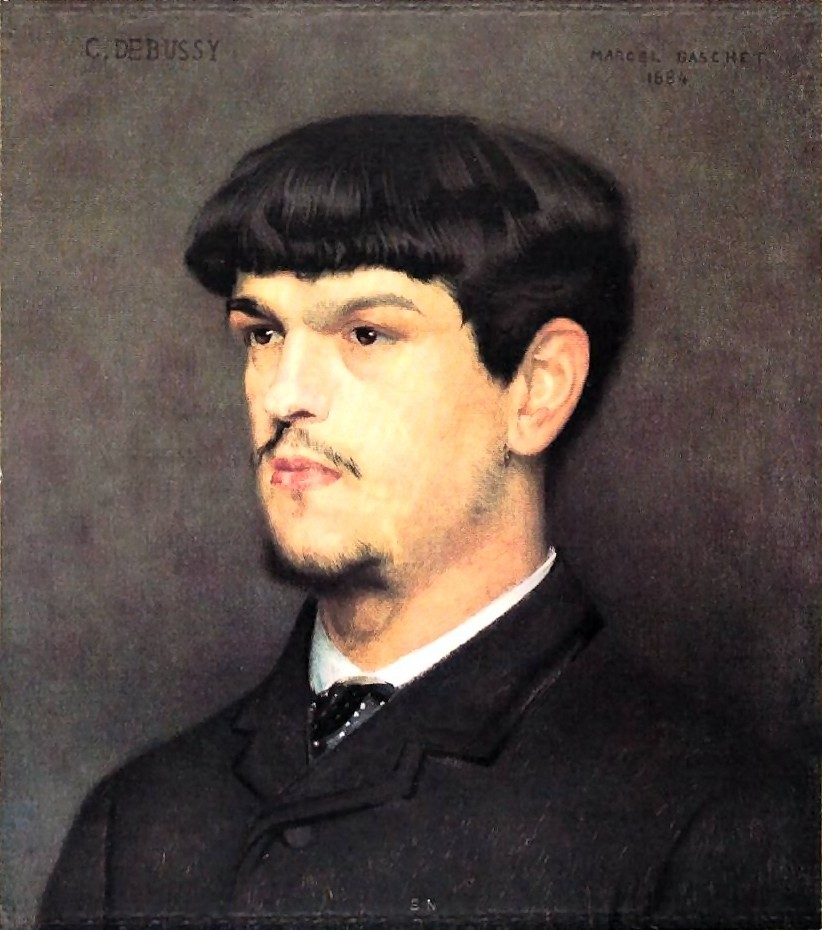
Portrét Clauda Debussyho od Marcela Bascheta (1884)

Impresionista Claude Debussy měl mnohem ambivalentnější (a nakonec i plodnější) postoj k Wagnerovu vlivu. I když na něj Wagnerovy opery – zejména Parsifal (uvedený v roce 1882) – učinily zpočátku ohromující dojem, snažil se později ze sevření „bayreuthského čaroděje“ vymanit. Debussyho jediná opera Pelléas et Mélisande (Pelleas a Melisanda, 1902) je ojedinělým příkladem impresionistické opery. Je melodicky, harmonicky i dramaturgicky protiváhou wagnerismu, má s ním však společné to, že hlavní roli v hudebním výrazu hraje orchestr a je smazán rozdíl mezi árií a recitativem. Debussy si stěžoval, že konvenční opery jsou „příliš uzpívané“, a nahradil zpěv plynulou tonální deklamací přizpůsobenou rytmům francouzského jazyka. Milostný příběh Pellease a Melisandy se vyhýbá velké vášni, jakou Wagner vyzdvihl například ve své opeře Tristan a Isolda (1865). Debussy složil symbolistickou dramatickou operu, v níž postavy vyjadřují své pocity jen jemně a nepřímo. Tajemnou atmosféru této opery zesiluje její pozoruhodně podmanivá orchestrace.

### 20. století a současnost
V prvních letech 20. století byly v Paříži uvedeny dvě opery, které sice nedosahovaly Debussyho kvalit, nicméně se jim podařilo absorbovat Wagnerův vliv se zachováním individuality. Jedná se o klasickou operu Pénélope (1913) Gabriela Faurého a symbolistické drama Ariane et Barbe-bleue (Ariana a Modrovous, 1907) Paula Dukase. Volnější žánry jako opereta a komická opera se stále rozvíjely díky autorům jako byli například André Messager (Véronique, 1898), Reynaldo Hahn (Ciboulette, 1923) nebo Henri Rabaud (Mârouf, savetier du Caire neboli Mârouf, káhirský příštipkář, 1914), protože pro mnoho lidí tato lehčí a elegantnější díla představovala skutečnou tradici francouzské opery více než „těžká“ díla, ovlivněná Němcem Richardem Wagnerem. To byl názor Maurice Ravela, který napsal jen dvě krátké, avšak důvtipné opery: L'heure espagnole (Španělská hodinka, 1911), což je fraška odehrávající se ve Španělsku, a L'enfant et les sortilèges (Dítě a kouzla, 1925), fantazie odehrávající se v dětském světě, kde různá zvířata a kusy nábytku oživnou a zpívají.
V roce 1927 se v pařížském divadle Sarah Bernhardtové konala světová premiéra opery-oratoria Oedipus rex pro recitátora, sólisty, sbor a orchestr, tehdy v Paříži žijícího ruského skladatele Igora Stravinského. Autorem francouzského textu založeného na podkladě Sofoklova dramatu Král Oidipus byl Jean Cocteau.
Meziválečnou francouzskou operu zosobňovala nejlépe tzv. Pařížská šestka (Les Six), sdružení šesti skladatelů, jejichž tvorba je považována za vzdor wagnerismu a impresionismu. Nejvýznamnějšími členy této Šestky byli: Darius Milhaud (opery Le pauvre matelot, Ubohý námořník, 1927; Christophe Colomb neboli Kryštof Kolumbus, 1928), Arthur Honegger a Francis Poulenc. Švýcar Honegger experimentoval s kombinováním opery a oratoria například ve svých dílech Le roi David (1921), Antigone (1927) či Jeanne d'Arc au bûcher (Jana z Arku na hranici, 1938). Nicméně nejúspěšnějším skladatelem Pařížské šestky byl Poulenc, který se k žánru obrátil až po druhé světové válce se surrealistickým dílem Les mamelles de Tirésias (Prsy Tirésiovy, 1947). Naprostý kontrast k Prsům Tirésiovým tvoří jeho opera Dialogues de carmélites (Dialogy karmelitek, 1957), která je úzkostným dramatem o osudu ženského kláštera a v něm žijících jeptišek během francouzské revoluce, a monoopera La voix humaine (Lidský hlas, 1958). Poulencova díla jsou jedny z mála francouzských oper vzniklých od konce druhé světové války, které našly cestu k širokému mezinárodnímu publiku.
V okolí Šestky se pohybovali a jejich estetické přesvědčení zčásti sdíleli další francouzští i zahraniční skladatelé, z nichž vynikli zejména Albert Roussel (Padmâvâti, 1923; Le testament de la tante Caroline (Odkaz tety Karolíny, 1936), Jacques Ibert (Angélique, 1927; Le roi d'Yvetot (Král z Yvetotu, 1930), Rumun George Enescu (Œdipe neboli Oidipus, 1931) a v neposlední řadě český skladatel Bohuslav Martinů se svými operami Les trois souhaits (Tři přání, 1929) a Juliette (1938).
Po druhé světové válce vytvořil zvláště významné dílo – vedle Poulenca – pouze Olivier Messiaen, který byl stejně jako Poulenc hluboce věřícím katolíkem, což se promítlo i do jeho tvorby. Jeho náboženské drama Saint François d'Assise (Svatý František z Assisi, 1983), které trvá čtyři hodiny a vyžaduje velmi početný orchestr a pěvecký sbor.

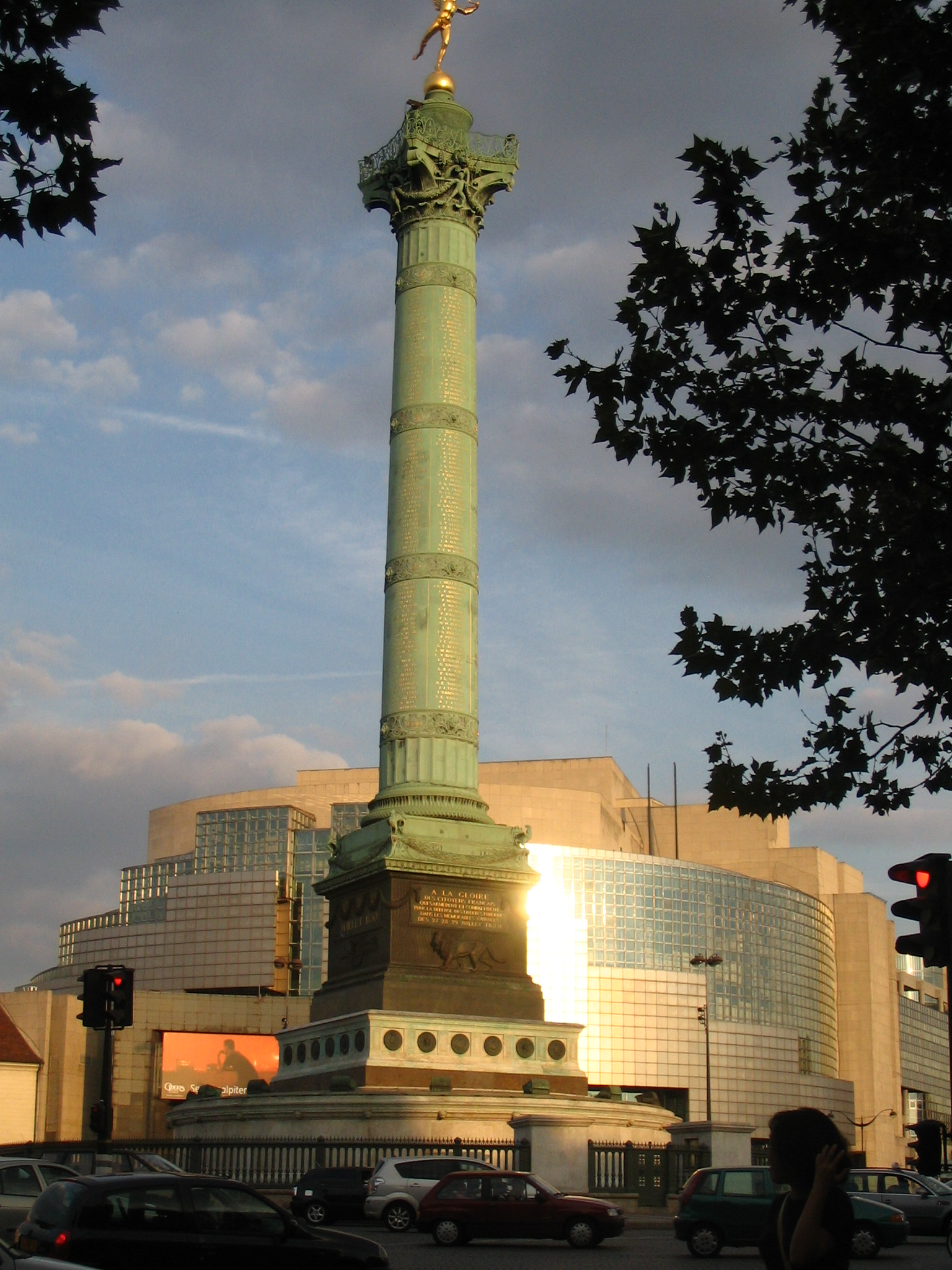
Červencový sloup a Opéra Bastille

Ve druhé polovině 20. století stála opera spíše stranou zájmu francouzských skladatelů. Jeden z nejvýznamnějších z nich, Pierre Boulez, ostatně publikoval výzvu „Vyhoďte operní budovy do povětří!“ Jako vícekrát dříve v historii, i v poslední době významně obohacují francouzskou operu díla zahraničních skladatelů. Messiaenův Svatý František se stal inspirací pro operu L'amour de loin (Láska na dálku, 2000) finské hudební skladatelky Kaiji Saariahové. L'écume des jours (Pěna dní, 1981) od Edisona Děnisova je adaptací stejnojmenného románu Borise Viana. Opera vlámského skladatele Philippa Boesmanse Julie (2005), zkomponovaná na motivy Strindbergovy hry Slečna Julie, měla premiéru v Théâtre de la Monnaie v Bruselu, což bylo významné centrum francouzské opery již v době Jeana-Baptiste Lullyho; následovaly Boesmansovy opery Yvonne, princesse de Bourgogne (Yvonna, princezna burgundská, uvedena v Paříži, 2009) podle hry Witolda Gombrowicze a Au monde (Na světě, Brusel 2014).
Dne 13. července 1989 byla v Paříži u příležitosti 200. výročí dobytí Bastily slavnostně otevřena Opéra Bastille (Opera Bastila). Tento moderní operní dům je využíván Národní operou v Paříži a pro koncerty jejího orchestru (Orchestre de l'Opéra de Paris). Nachází se na Place de la Bastille ve 12. obvodu na místě bývalého nádraží Bastily. Budovu navrhl architekt Carlos Ott.

## Významné francouzské opery

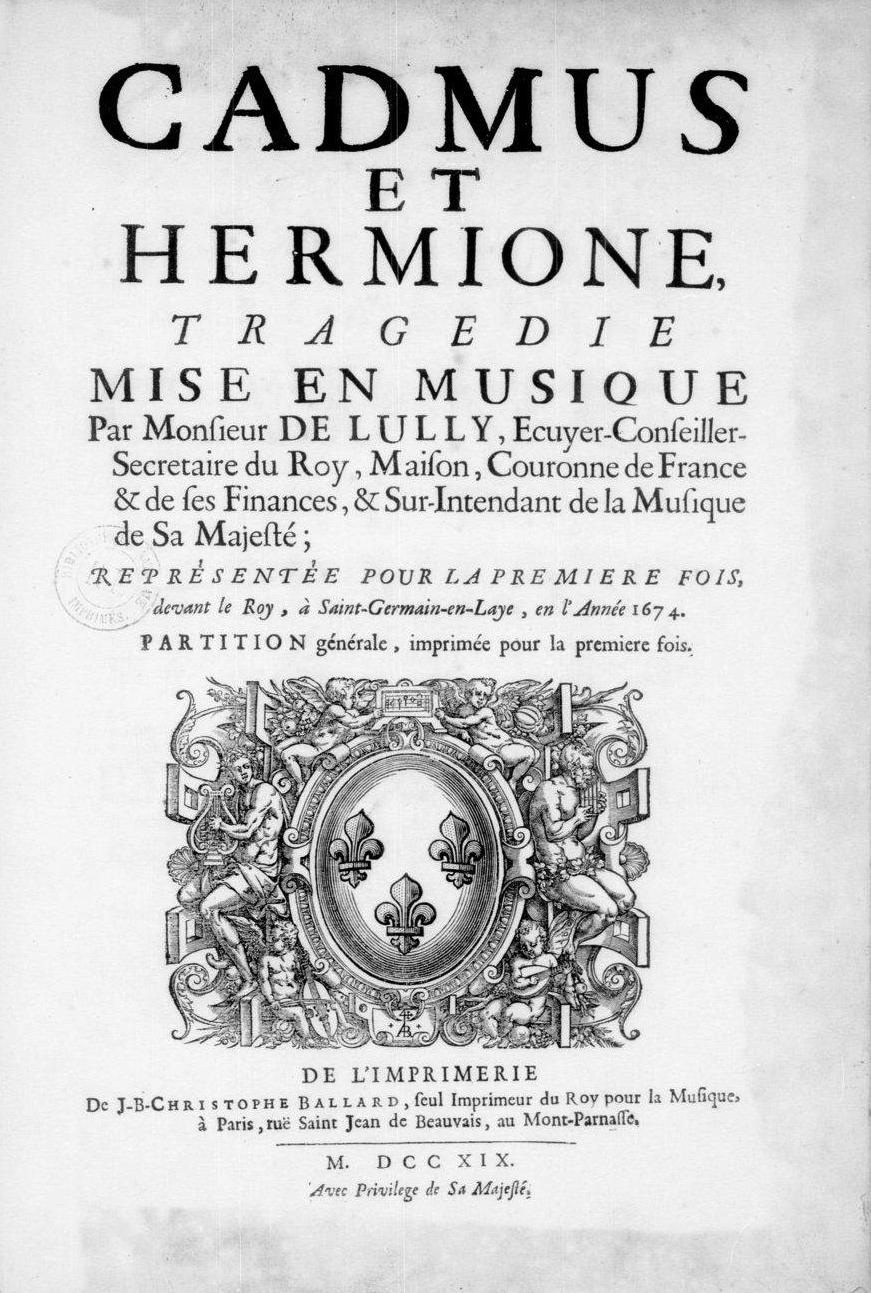
Titulní strana opery Cadmus et Hermione

| Název opery         | Autor hudby               | Rok  | Poznámka |
| ------------------- | ------------------------- | ---- | --- |
| Cadmus et Hermione  | Jean-Baptiste Lully       | 1673 | považována za první skutečnou francouzskou operu                                                                               |
| Isis                | Jean-Baptiste Lully       | 1677 | „opera muzikantů“, významná tragédie lyrique, hudebně nejlepší Lullyho opera                                                   |
| Platée              | Jean-Philippe Rameau      | 1745 | komická opera (opéra comique)                                                                                                  |
| Ifigenie v Aulidě   | Christoph Willibald Gluck | 1774 | první ze série šesti francouzských oper od německého skladatele                                                                |
| Němá z Portici      | Daniel Auber              | 1828 | první grand opéra |
| Vilém Tell          | Gioacchino Rossini        | 18xx | opera ve stylu bel canto |
| Robert ďábel        | Giacomo Meyerbeer         | 1831 | významná grand opéra |
| Faust               | Charles Gounod            | 1859 | |
| Don Carlos          | Giuseppe Verdi            | 1867 | grand opéra italského skladatele na francouzské libreto                                                                        |
| Werther             | Jules Massenet            | 1872 | dramatická opera podle Goethova dopisového románu                                                                              |
| Carmen              | Georges Bizet             | 1875 | světově nejhranější francouzská opera                                                                                          |
| Hoffmannovy povídky | Jacques Offenbach         | 1881 | jediná významná opera populárního skladatele operet, složená ze tří fantastických příběhů německého básníka E. T. A. Hoffmanna |
| Manon               | Jules Massenet            | 1884 | |
| Pelleas a Melisanda | Claude Debussy            | 1902 | |
| Dialogy karmelitek  | Francis Poulenc           | 1953 | |